# Robert Hernández
Robert Enrique Hernández Aguado (Caracas, 14 settembre 1993) è un calciatore venezuelano, centrocampista del Carabobo.

## Carriera

### Club
Ha giocato nella prima divisione venezuelana.

### Nazionale
Nel 2013 ha partecipato al campionato sudamericano Under-20.